# Marinhac (Alta Garona)
Marinhac (oficial Marignac) és un municipi del departament francès de l'Alta Garona, a la regió d'Occitània.